# Народна партія (Іспанія)
Народна партія (ісп. Partido Popular; відома переважно за абревіатурою PP) — консервативна, ліберально-консервативна, та християнсько-демократична політична партія Іспанії. З'явилася 1989 після об'єднання Народного альянсу з Народно-демократичною партією і Ліберальною партією.
Одна з двох найбільших партій Іспанії поряд з Іспанською соціалістичною партією. Була правлячою в Іспанії з 2011 по 2018 рік.
Народна партія була перезаснуванням 1989 року Народного альянсу (AP), партії, очолюваної колишнім міністром часів франкістської диктатури Мануелем Фрагою. Була заснована в 1976 році як альянс постфранкістських протопартій. Нова партія об’єднала консервативну AP з кількома невеликими християнсько-демократичними та ліберальними партіями (партія називає це злиття поглядів «Реформістським центром»). У 2002 році Мануель Фрага здобув почесне звання «Голова-засновник». Молодіжна організація партії — Нові покоління Народної партії Іспанії (NNGG).
PP — член правоцентристської Європейської народної партії (ЄНП), а в Європейському парламенті її 16 депутатів входять до групи ЄНП. PP також є членом Центристсько-демократичного інтернаціоналу та Міжнародного демократичного союзу. PP також була однією з організацій-засновників Будапештського Інституту розвитку демократії імені Роберта Шумана в Центральній та Східній Європі.
24 травня 2018 року Національний суд встановив, що PP отримала прибуток від незаконної схеми «відкатів» у справі Гюртель, що підтвердило існування незаконної бухгалтерської та фінансової структури, яка діяла паралельно з офіційною структурою партії з моменту заснування партії в 1989 році; суд постановив, що PP створив «справжню та ефективну систему інституційної корупції шляхом маніпулювання центральними, автономними та місцевими державними закупівлями».  Це спричинило вотум недовіри уряду Маріано Рахоя, який було повалено 1 червня 2018 року в першій успішній пропозиції після переходу Іспанії до демократії. 5 червня 2018 року Рахой оголосив про свою відставку з посади лідера PP. 
21 липня 2018 року Пабло Касадо був обраний новим лідером PP. Під його керівництвом партія, як стверджували, здійснила правий поворот, включаючи створення місцевих альянсів з ультраправою партією Вокс. Однак пізніше Касадо зробив ставку на розрив зв'язків з Вокс, і спричинив безпрецедентну кризу лідерства всередині PP.  Після цього з'явилися чутки, що Касадо наказав шпигувати за популярним президентом громади Мадрида, Ізабель Діас Аюсо, за ймовірні порушення, що обвалило підтримку населення PP згідно з опитуваннями громадської думки на майбутніх національних виборах вирішено після відставки Касадо та призначення ветерана Альберто Нуньєс Фейхоо новим очільником, що покращило електоральні очікування партії. Партія здобула найбільшу кількість голосів на парламентських виборах 2023 року, але їй не вдалося забезпечити парламентську більшість.

## Історія

### 1976-1989

#### Народний альянс
Альянс з'явився після об'єднання декількох дрібних консервативних партій, деякі з них очолювались колишніми міністрами уряду Франко:
- Партія демократичних реформ на чолі з Мануєлем Фрагою міністром інформації в 1962-1969, заступника прем'єр міністра і міністра внутряшніх справ 1975-1976.
- Іспанський народний союз Мартінеса Круса — міністр планування розвитку в 1973-1974, і міністр освіти і науки між 1974 і 1976.
- Іспанська демократична партія на чолі з Федеріко Сілва Муньосом — міністр громадських робіт в 1965-1970.
- Соціал-демократична партія, на чолі з Лусіно де ла Фуенте — міністр праці в 1969-1975, а також заступник прем'єр-міністра в 1974-1975 роках.
- Народний соціальний союз (Генрі Томас де Карранса).
- Іспанська Національна спілка на чолі з Гонсало Фернандесом де ла Мора — міністр громадських робіт в 1970-1974.
- Ще деякі невеликі партії.

На виборах 1977 альянс отримав 8,2% голосів і 16 місць.

### Демократичнакоаліція(1979)
На виборах 1979 року Народний альянс формує демократичну коаліцію, а кандидатом в президенти стає Мануель Фрага. Але результати були гірші ніж в 1977 — 6% і 10 місць.
1979 року Мануель Фрага стає лідером партії.

### Народна коаліція (1982)
1982 аль'янс об'єднується з Народно-демократичною партією і Ліберальною партією. І стає опозиційною партією з 26% голосів і 107 місцями.

### Народна партія (з 1989)
Після відставки Мануель Фрага і послідовних перемог Іспанської соціалістичної партії на виборах 1982 і 1986 Народний альянс перебуває в кризі. Фрага знову очолює його і створює Народну партію. У квітні 1990 Хосе Марія Аснар став головою партії.

### 1989-2000
На виборах 1996 партія перемагає і Аснар стає прем'єр-міністром Іспанії.
Уряд починає лібералізацію економіки. Намагається змінити закон про обмеження торгівлі прийнятий соціалістичним урядом. Зростає ВВП.

### 2000-2004
Партія знову перемагає на виборах в 2000 році.
Збільшується кількість виплат жертвам тероризму. Збільшуються державні витрати на освіту. Приймаються нові заходи проти нелегальної еміграції, укладаються домовленості про репатріацію з африканськими країнами, збільшується кількість місць в притулках.

### 2004-2011
Після поразки на виборах і до 2011 перебувала в опозиції.

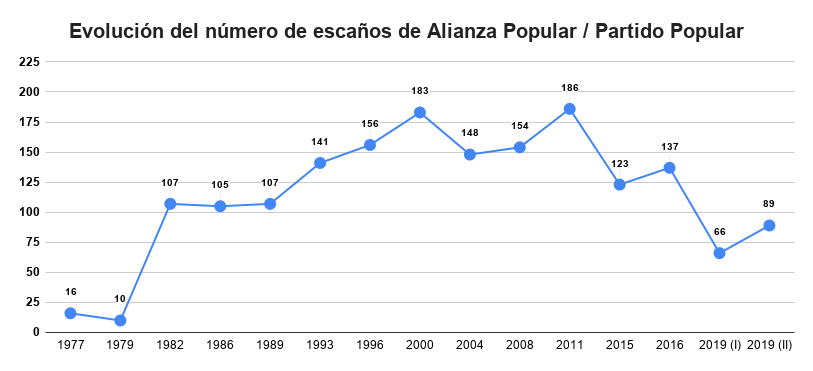
Представництво в парламенті (1977 — 2019)

На виборах 2004 року, що відбулися через три дні після терактів 11 вересня в Мадриді, Маріано Рахой зазнав поразки на виборах від кандидата ІСРП Хосе Луїса Родрігеса Сапатеро. Протягом трьох днів між терактами і перемогою соціалістів кількох членів тодішнього Народного уряду звинувачували (і звинувачують досі) в тому, що вони неодноразово заявляли про наявність доказів причетності ЕТА до масового вбивства. Тим часом, посеред дня референдуму перед штаб-квартирою партії відбулися демонстрації зі звинуваченнями у брехні, що не було засуджено ні Центральною виборчою радою, ні іншими партіями. Пізніше, в ході розслідування, було виявлено причетність до нападу радикального ісламістського осередку. В результаті таких бурхливих виборів, ГП отримала 148 депутатів з 37,71% голосів у порівнянні з 164 депутатами PSOE з 42,59%.
Народна партія була партією більшості в парламентській опозиції, а Рахой — лідером опозиції. Вона поступово дистанціювалася від угод з іншими політичними силами, незалежно від їхньої ідеології, і іноді була маргіналізована, як це сталося наприкінці 2003 року з Пактом Тінелля, в таких питаннях, як реформа системи правосуддя або висновки Комісії 11-М. Соціаліст навіть був обраний президентом Сенату, де Народна партія має просту більшість. Її зовнішня політика була розвернута назад, а її зіркові проекти були паралізовані або придушені, такі як Національний гідрологічний план або Закон про якість освіти. 13 вересня 2006 року Артур Мас, лідер CiU, також зобов'язався, цього разу перед нотаріусом, не вступати в угоду з Народною партією через те, що Народна партія виступає проти нового статуту автономії Каталонії. Народна партія висловила своє категоричне неприйняття визначення Каталонії як нації в преамбулі, можливості захисту державних повноважень в Каталонії, створення судового органу, залежного від Женералітату Каталонії, власного податкового агентства і того, що вони вважали маргіналізацією кастильської мови в мовних правах.
Восьмий законодавчий орган Іспанії характеризувався частими тертями з ІСРП, особливо щодо політичного діалогу з ЕТА, імміграції, "Ендеса опа" та реформ статутів автономій, особливо статуту автономії Каталонії 2006 року.
Народна партія також підтримала кілька демонстрацій, організованих різними організаціями та асоціаціями, такими як AVT або Іспанський форум сім'ї, намагаючись відтворити стратегію мобілізації своїх низів, яка, на думку деяких, була настільки успішною для лівих у попередньому парламенті. 10 березня 2007 року ця партія організувала масову демонстрацію на знак протесту проти звільнення з в'язниці члена ЕТА Де Хуани Хаос. У контексті цієї стратегії нагнітання напруженості різні засоби масової інформації та люди, пов'язані з Народною партією, такі як газети Libertad Digital та El Mundo, радіостанція COPE та депутати парламенту, такі як Хайме Ігнасіо дель Бурго, надзвичайно підтримували дискредитовану теорію змови "11М".
Зі свого боку, напруженість між бойовиками обох сторін посилилася, про що свідчать напади на Анхеля Асебеса і Хосепа Піке з боку членів "Соціалістичних юнаків" у Марторелі та "справа Боно", пов'язана з арештом бойовиків ПП у зв'язку з нібито агресією проти тодішнього міністра оборони Хосе Боно.
У березні 2006 року Народна партія провела в Мадриді Народний конвент, на якому розпочалася підготовка основних документів до муніципальних і регіональних виборів 2007 року. У березні 2007 року Народна партія оголосила, що припиняє співпрацю зі ЗМІ, що належать Групі PRISA (зокрема, з газетами El País та Cadena SER), через заяви її президента Хесуса де Поланко, в яких він критикував позицію цієї партії в період після поразки у 2004 році. Однак після смерті Поланко, 26 вересня 2007 року, Маріано Рахой дав перше інтерв'ю виданню Cuatro, що належить Групі PRISA
У травні 2007 року Народна партія знову стала найпопулярнішою партією на національному рівні на муніципальних виборах, випередивши PSOE трохи більше ніж на 165 000 голосів.

### 2011-2018
На парламентських виборах 2011 р. набрала 44,62% голосів виборців, завоювавши 186 місці в парламенті. Голова Народної партії Маріано Рахой очолив новий уряд.

### З 2018
Перемога Пабло Касадо на виборах керівництва НП в липні 2018 року вважається поворотом партії вправо.
На парламентських виборах 2023 НП перемагає здобувши 136 місць, але при цьому не отримує більшості в парламенті. Її соратники з ультраправої партії Vox отримують 33 місця. Водночас противники партії — Соціалістична робітнича партія Іспанії і альянс Sumar отримують 122 і 31 місця відповідно.